# Borgmeieriphora leptotarsa
Borgmeieriphora leptotarsa är en tvåvingeart som beskrevs av Brown 1993. Borgmeieriphora leptotarsa ingår i släktet Borgmeieriphora och familjen puckelflugor.
Artens utbredningsområde är Panama. Inga underarter finns listade i Catalogue of Life.